# Regionalliga Nord 2015-16
La temporada 2015-16 de la Regionalliga Nord corresponde a la 16.ª edición de la Cuarta División de Alemania. La fase regular comenzó a disputarse el 25 de julio de 2015 y terminó el 23 de mayo de 2016.

## Sistema de competición
Participan en la Regionalliga Bayern 18 clubes que, siguiendo un calendario establecido por sorteo, se enfrentan entre sí en dos partidos, uno en terreno propio y otro en campo contrario. El ganador de cada partido tiene tres puntos, el empate otorga un punto y la derrota, cero puntos.
El torneo se disputa entre los meses de julio de 2015 y mayo de 2016. Al término de la temporada, el primero clasificado jugará un partido de Play-Off contra otro campeón de otra Regionalliga mediante sorteo y el ganador asciende a la 3. Liga de la próxima temporada, los tres últimos descenderán a la Oberliga.

## Clubes participantes
| Club                        | Ciudad       | Estadio                               | Aforo  |
| --------------------------- | ------------ | ------------------------------------- | ------ |
| BSV Schwarz-Weiß Rehden     | Rehden       | Sportplatz Waldsportstätten           | 4.350  |
| BV Cloppenburg              | Cloppenburg  | TimePartner Arena                     | 5.001  |
| Eintracht Braunschweig II   | Braunschweig | Eintracht-Stadion                     | 23.325 |
| ETSV Weiche Flensburg       | Flensburg    | Manfred-Werner-Stadion                | 4.000  |
| FC Eintracht Norderstedt 03 | Norderstedt  | Edmund-Plambeck-Stadion               | 5.068  |
| FC St. Pauli II             | Hamburg      | Stadion Hoheluft                      | 5.004  |
| SV Drochtersen/Assel        | Drochtersen  | Kehdinger Stadion                     | 2.500  |
| Goslarer SC                 | Goslar       | S-Arena                               | 5.001  |
| Hamburger SV II             | Hamburg      | Wolfgang-Meyer-Sportanlage            | 2.018  |
| Hannover 96 II              | Hannover     | Stadion Mühlenholzweg                 | 6.000  |
| Lüneburger SK Hansa         | Bardowick    | Sportplatz TSV Bardowick              | 1.000  |
| SV Meppen                   | Meppen       | Hänsch-Arena                          | 16.500 |
| VFV 06 Hildesheim           | Heidesheim   | Friedrich-Ebert-Stadion               | 10.000 |
| TSV Havelse                 | Garbsen      | Wilhelm-Langrehr-Stadion              | 6.000  |
| VfB Lübeck                  | Lübeck       | Pokerstars.de-Stadion an der Lohmühle | 17.869 |
| VfB Oldenburg               | Oldenburg    | Marschwegstadion                      | 15.552 |
| VfL Wolfsburg II            | Wolfsburg    | VfL-Stadion am Elsterweg              | 20.551 |
| TSV Schilksee               | Kiel         | Jürgen-Lüthje-Arena                   | 2.500  |

## Clasificación
- Actualizado el 7 de diciembre de 2015.

|  |     | Equipo                    | PJ | PG | PE | PP | GF | GC | DG  | PTS |
|  | --- | ------------------------- | -- | -- | -- | -- | -- | -- | --- | --- |
|  | 1.  | Oldenburgo                | 18 | 13 | 4  | 1  | 37 | 12 | +25 | 43  |
|  | 2.  | Wolfsburgo II             | 20 | 13 | 3  | 4  | 55 | 16 | +39 | 42  |
|  | 3.  | Weiche Flensburg          | 18 | 12 | 4  | 2  | 38 | 13 | +25 | 40  |
|  | 4.  | Meppen                    | 17 | 10 | 3  | 4  | 28 | 16 | +12 | 33  |
|  | 5.  | Drochtersen/Assel         | 19 | 9  | 6  | 4  | 26 | 22 | +4  | 33  |
|  | 6.  | Havelse                   | 20 | 9  | 4  | 7  | 26 | 32 | -6  | 31  |
|  | 7.  | Eintracht Braunschweig II | 20 | 9  | 1  | 10 | 26 | 22 | +4  | 28  |
|  | 8.  | Lübeck                    | 20 | 8  | 3  | 9  | 32 | 30 | +2  | 27  |
|  | 9.  | Eintracht Norderstedt     | 18 | 7  | 6  | 5  | 27 | 25 | +2  | 27  |
|  | 10. | Schwarz-Weiß Rehden       | 20 | 5  | 8  | 7  | 26 | 29 | -3  | 23  |
|  | 11. | Goslarer                  | 19 | 7  | 2  | 10 | 26 | 34 | -8  | 23  |
|  | 12. | Hannover 96 II            | 18 | 5  | 6  | 7  | 22 | 23 | -1  | 21  |
|  | 13. | St. Pauli II              | 18 | 6  | 3  | 9  | 24 | 34 | -10 | 21  |
|  | 14. | LSK Hansa                 | 19 | 4  | 7  | 8  | 27 | 35 | -8  | 19  |
|  | 15. | Hamburgo II               | 17 | 4  | 5  | 8  | 19 | 29 | -10 | 17  |
|  | 16. | Hildesheim                | 16 | 4  | 2  | 10 | 19 | 32 | -13 | 14  |
|  | 17. | Cloppenburgo              | 19 | 2  | 8  | 9  | 13 | 31 | -18 | 14  |
|  | 18. | Schilksee                 | 16 | 0  | 3  | 13 | 13 | 49 | -36 | 3   |

| Leyenda |                                                           |
|         | Clasifica para el Play-Off de ascenso por 3. Liga 2016-17 |
|         | Posible descenso a Oberliga 2016-17                       |
|         | Desciende a Oberliga 2016-17                              |

## Cuadro de resultados
| 2015-16                   | SWR | CPB | ETB | WFB | ENT | STP | D/A | GSC | HSV | H96 | LSK | MPP | HDH | HVL | LBK | VfO | WLS | SKE |
| ------------------------- | --- | --- | --- | --- | --- | --- | --- | --- | --- | --- | --- | --- | --- | --- | --- | --- | --- | --- |
| Schwarz-Weiß Rehden       | -   | 2:1 | 1:2 |     |     | 3:1 | 0:1 |     | 0:3 |     | 1:1 |     | 0:0 | 1:1 | 3:0 |     |     | 4:1 |
| Cloppenburgo              |     | -   |     | 1:1 | 0:5 | 1:2 | 1:1 |     |     | 1:1 | 1:1 | 0:4 |     |     | 1:2 |     |     | 1:1 |
| Eintracht Braunschweig II |     | 0:1 | -   |     |     | 3:1 | 1:2 | 1:2 | 2:0 | 0:0 | 2:1 |     | 1:3 |     | 3:1 | 0:2 |     | 3:1 |
| Weiche Flensburg          | 3:0 | 0:0 | 1:0 | -   |     |     | 4:0 | 1:0 | 3:2 |     |     |     | 6:1 | 5:1 |     | 0:0 | 1:0 |     |
| Eintracht Norderstedt     | 3:3 | 0:0 | 1:0 | 2:1 | -   |     |     |     | 2:0 |     |     |     | 3:1 | 0:0 |     | 0:1 | 0:5 |     |
| St. Pauli II              | 1:1 |     |     | 1:2 | 0:2 | -   |     | 3:2 |     | 2:1 |     | 1:0 |     |     | 1:2 | 2:3 | 0:3 |     |
| Drochtersen/Assel         |     | 0:1 |     | 3:1 | 1:1 | 1:1 | -   |     |     | 1:0 | 2:1 | 3:1 | 1:0 |     | 1:4 |     | 1:1 |     |
| Goslarer                  | 4:1 | 3:0 | 0:1 |     |     |     | 0:2 | -   | 1:2 |     |     | 2:0 |     | 0:3 |     | 1:4 |     | 1:1 |
| Hamburgo II               |     | 2:2 |     |     |     |     | 2:1 | 1:1 | -   | 0:0 |     | 0:1 | 1:2 |     | 2:2 |     | 2:1 | 1:1 |
| Hannover 96 II            | 2:0 |     |     | 1:2 | 2:2 |     |     | 1:4 |     | -   | 2:2 |     | 1:1 | 1:2 | 2:1 | 4:1 | 1:2 |     |
| LSK Hansa                 |     |     | 0:4 | 1:1 | 2:0 | 3:3 |     | 1:2 |     | 1:0 | -   | 1:1 |     |     | 1:1 |     | 1:2 |     |
| Meppen                    | 2:2 |     | 1:0 |     | 1:0 |     |     | 3:0 |     |     | 3:2 | -   | 2:0 | 0:2 |     |     | 1:1 | 4:1 |
| Hildesheim                | 0:2 |     |     |     |     | 4:1 |     | 1:2 |     |     | 4:2 |     | -   | 0:1 | 1:3 | 0:1 | 1:5 |     |
| Havelse                   | 1:1 | 2:1 | 2:1 |     |     | 0:2 | 1:3 |     | 1:0 |     | 0:1 |     |     | -   | 5:3 | 0:0 |     | 2:1 |
| Lübeck                    |     |     |     | 0:1 | 0:0 | 2:0 |     | 4:0 |     | 0:1 |     | 0:2 |     | 2:1 | -   | 0:1 | 1:2 |     |
| Oldenburgo                | 0:0 | 2:0 | 2:1 |     |     |     | 1:1 |     | 5:1 |     | 4:2 |     |     | 4:0 |     | -   |     |     |
| Wolfsburgo II             | 1:0 | 2:0 | 0:1 |     | 8:1 |     | 1:1 | 4:1 | 4:0 |     |     |     |     | 6:1 |     | 0:2 | -   |     |
| Schilksee                 |     |     |     | 0:5 | 0:5 | 1:2 |     |     |     | 1:2 | 1:2 | 1:2 |     |     | 2:4 | 0:4 | 0:7 | -   |

### Campeón
| Bandera de ?                                                |
| TBD ????? Título Clasifica a la eliminatoria por la 3. Liga |

## Eliminatoria de ascenso
| mayo de 2016, --:-- |  | vs. |  | TBD, TBD        |  |
|                     |  |     |  | Árbitro(s): TBD |  |

| mayo de 2016, --:-- |  | vs. |  | TBD, TBD        |  |
|                     |  |     |  | Árbitro(s): TBD |  |

## Goleadores
- Actualizado el 19 de junio de 2015

| Pos. | Jugador | Equipo | Goles | Partidos | Media | Penalti |
| ---- | ------- | ------ | ----- | -------- | ----- | ------- |
| 1°   | TBD     |        |       |          |       |         |
| 2°   | TBD     |        |       |          |       |         |
| 3°   | TBD     |        |       |          |       |         |
| 4°   | TBD     |        |       |          |       |         |
| 5°   | TBD     |        |       |          |       |         |
| 6°   | TBD     |        |       |          |       |         |
| 7°   | TBD     |        |       |          |       |         |
| 8°   | TBD     |        |       |          |       |         |
| 9°   | TBD     |        |       |          |       |         |
| 10°  | TBD     |        |       |          |       |         |